# ستوییچی
ستوییچی (به لاتین: Stojići) یک منطقهٔ مسکونی در بوسنی و هرزگوین است که در Bugojno Municipality واقع شده‌است.